# Rieux, Seine-Maritime
Rieux là một xã thuộc tỉnh Seine-Maritime trong vùng Normandie miền bắc nước Pháp.

### Huy hiệu
| Arms of Rieux | The arms of Rieux are blazoned: Or, on a fess wavy azure between a demi-lion issuant from the fess and, in fess a rose between 2 mallets gules, a sword [fesswise] argent. |

## Dân số
| 1962                                 | 1968 | 1975 | 1982 | 1990 | 1999 | 2006 |
| ------------------------------------ | ---- | ---- | ---- | ---- | ---- | ---- |
| 362                                  | 407  | 415  | 417  | 475  | 576  | 660  |
| Từ năm 1962: Dân số không tính trùng |      |      |      |      |      |      |